# Vescovato (Włochy)
Vescovato – miejscowość i gmina we Włoszech, w regionie Lombardia, w prowincji Cremona.
Według danych na rok 2004 gminę zamieszkiwały 3652 osoby, 214,8 os./km².